# 罗波乡
罗波乡，是中华人民共和国四川省眉山市青神县下辖的一个乡镇级行政单位。

## 行政区划
罗波乡下辖以下地区：
龙泉村、新桥村、西坝村、小溪村、宝镜村、官斗山村和施家沟村。